# Campo Limpo Paulista
Campo Limpo Paulista là một đô thị ở bang São Paulo của Brasil. Đô thị này nằm ở vĩ độ 23º12'23" độ vĩ nam và kinh độ 46º47'04" độ vĩ tây, trên khu vực có độ cao 745 m. Dân số năm 2003 là 73.132 người.

## Thông tin nhân khẩu
Dữ liệu dân số theo điều tra dân số năm 2000
Tổng dân số: 63.724 (77.277, estimada em 2006)
- Dân số thành thị: 62.260
- Dân số nông thôn: 1.464
  - Nam giới: 31.760
  - Nữ giới: 31.964
- Mật độ dân số (người/km²): 796,55
- Tỷ lệ tử vong trẻ sơ sinh dưới 1 tuổi (trên một triệu người): 14,77
- Tuổi thọ bình quân (tuổi): 71,81
- Tỷ lệ sinh (số trẻ trên mỗi bà mẹ): 2,67
- Tỷ lệ biết đọc biết viết: 93,19%
- Chỉ số phát triển con người (HDI-M): 0,805
- Chỉ số phát triển con người - Thu nhập: 0,738
- Chỉ số phát triển con người - Tuổi thọ: 0,780
- Chỉ số phát triển con người - Giáo dục: 0,898

(Nguồn: IPEADATA)

### Sông ngòi
- Sông Jundiaí

### Các xa lộ
- SP-354